# 보타포구 FR
보타포구 지 푸치보우 이 헤가타스(Botafogo de Futebol e Regatas; 포르투갈어 발음: [bɔtaˈfoɡu dʒi futʃiˈbɔw i ʁeˈɡataʃ]) 또는 보타포구는 리우데자네이루 보타포구를 연고로 하는 축구 클럽으로, 1894년 7월 1일에 조정 클럽으로 먼저 창단하였고, 1904년 8월 12일 축구단을 창단하였다. 1942년 12월 8일 조정 클럽과 축구 클럽이 병합하여 현재의 구단으로 이어져 오고 있다. FIFA가 선정한 20세기 클럽에서 12위에 올랐으며, 클럽의 상징은 기장에 나타나 있는 한 별이다. 보타포구는 "불을 붙이는 것"을 의미하며, 또한 클럽의 이름은 클럽의 기원이 되는 곳의 인근인 보타포구 해변에서 따온 것이다.
이 팀의 별칭은 클럽의 이름을 반으로 나누어 쓰는 "Fogo"(포구), "Bota"(보타), 그리고 "Fogo"의 확대형으로 널리 쓰인 "Fogão"(포강), 흑백이라는 뜻의 "Alvinegro"(아우비네그루), 클럽의 중요한 상징인 "하나의 별"와 관계된 "O clube da Estrela Solitária"(오 크루비 다 이스트렐라 솔리타리아), 1910년대의 눈부신 선전 후에 주어진 별명인 "O Glorioso" (The Glorious) 등이 사용되고 있다.
포타포구는 브라질에서 큰 클럽중 하나로, 플라멩구, 플루미넨시 그리고 바스쿠 다 가마와 함께 리우데자네이루주의 네 개의 일류 클럽중 하나로 뽑힌다. 보타포구는 1899년 조정 클럽으로써 주리그 타이틀을 거머쥐었고, 2006년 축구단이 주리그에서 우승을 차지하며, 브라질에서 유일하게 세번의 세기(19세기 ~ 21세기)를 걸쳐 우승을 차지해 본 클럽으로 기록되었다.

## 역사

### "하나의 별"의 탄생

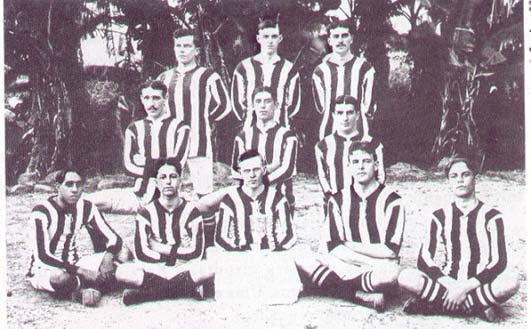
1906년 축구단의 모습

1894년 7월 1일 리우데자네이루 보타포구를 연고로 하는 조정 클럽 클루비 지 헤가타스 보타포구(CR 보타포구)가 창단되었다. "헤가타스"는 포르투갈어로 조정을 의미한다.
그리고 조정 클럽과는 별개로, 그 주변에서 보타포구의 다른 스포츠 팀이 만들어진다. 1904년 아우프레두 고메스 대학의 한 대수학 강의 도중, 플라비우 하무스가 그의 친구 이마누에우 소드레에게 한 편지를 건냈다.
같은해 8월 12일 그렇게 한 축구단이 만들어졌고, 최초의 구단명은 일렉트루 클루브였다. 그러나 그 이름은 오래가지 못하였고, 9월 18일 플라비우의 할머니인 도나 시키토타의 권유로 보타포구 푸치보우 클루비(보타포구 FC)로 새로이 지어졌다. 구단의 상징색은 유벤투스 FC로부터 착안한 검은색과 흰색이었다. 보타포구 FC는 창단한지 얼마 지나지 않아 리우데자네이루의 최강팀으로 자리잡았고, 리우데자네이루 챔피언십에서 1907년, 1910년, 1912년에 우승을 차지하였다.
조정 클럽 CR 보타포구와 축구 클럽 보타포구 FC는 같은 이름과 같은 장소 그리고 같은 상징색을 공유하고, 무엇보다 같은 팬을 공유하고 있었다. 이로 인해 두 클럽의 병합에 대한 이야기가 솔솔 올라오고 있었다. 1942년 12월 8일 두 클럽 간의 농구 대회가 열렸는데, 당시 보타포구 FC의 축구 선수였던 아르만두 아우바누가 갑작스런 사망을 하는 사건이 발생하였다. 안타까운 사건에 대해 애도를 표하는 동시에, 두 클럽의 병합에 대한 움직임은 더욱 빠르게 진행되었다. CR 보타포구의 회장이자 유명한 시인이었던 아우구스투 프레데리쿠 슈미트가 연설하길, "저는 아우바누의 마지막 경기는 그의 팀의 승리로 끝이 났음을 선언합니다. 우리는 이제 이 시간부로 더 이상 경기를 진행하지 않을 것이며, 이것이 우리가 그에게 경의를 표하는 방식입니다."라 전했고, 보타포구 FC의 회장 에두아르두 고이스 트린다지는, "두 클럽 간 경기의 승자는 오직 하나, 보타포구 뿐입니다."라 전했다. 이 후 슈미트가 두 클럽의 병합을 공식적으로 선포하고, 보타포구 푸치보우 이 헤가타스로 재탄생하였다. 구단의 앰블럼 또한 교체되었으며, 검은 바탕에 하얗고 커다란 하나의 별이 단순한 형태로 구성되어 발표되었다.

### 축구단의 성장

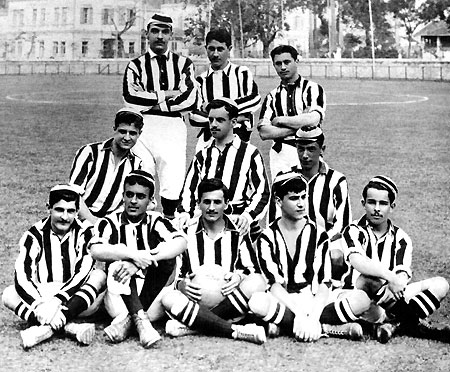
1907년 캄페오나투 카리오카에서의 첫 승 당시

보타포구 FR은 리우데자네이루 주 리그 캄페오나투 카리오카의 1907 시즌, 1910 시즌, 1912 시즌에 우승을 차지하였다. 1909년에는 SC 망게이라를 상대로 24-0 대승을 거두는 기록을 세우기도 하였으며, 이는 브라질 축구 역사상 최다 점수차 경기로 남아있다. 1930년대가 되어서 구단은 주 리그 타이틀을 더욱 많이 휩쓸었고, 1930, 1932, 1933, 1934 그리고 1935 시즌에 우승을 차지하였다.

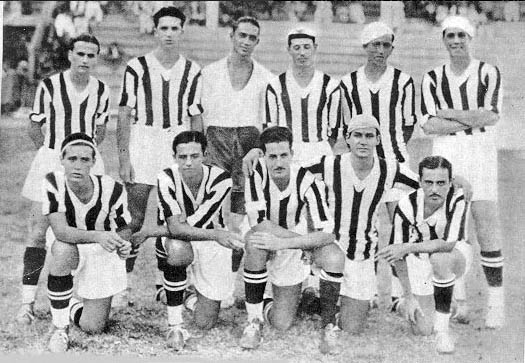
네번째 카리오카 타이틀 획득 이후

1942년 조정 클럽과의 병합 이후, 구단의 최고 선수는 엘레누 지 프레이타스였다. 그는 233경기에 출전하여 204골을 기록하는 기염을 토하였으나, 보타포구를 위해 트로피를 들어올리지는 못하였다. 엘레누가 1948년 아르헨티나의 보카 주니어스로 이적하자마자, 보타포구는 아홉번째 주리그 타이틀을 거머쥐었다.
1950년대 이후로도 그들의 타이틀 수집은 계속되었고, 1957년, 1961년 그리고 1962년에 캄페오나투 카리오카 챔피언으로 올라섰다. 1968년에는 캄페오나투 브라질레이루 세리이 A에서 우승을 차지하였다. 이는 브라질 역사상 최초의 리우데자네이루 축구팀의 우승이었다. 보타포구 FR은 1977년부터 1978년까지 52경기 무패를 달성하는 대기록을 세웠으며, 이 중 전국 리그에서 42경기 무패를 달성하였다. 이는 브라질 축구 역사상 최장기간 무패기록으로 남아있다. 그럼에도 불구하고, 이 기간 동안 보타포구는 어떠한 타이틀도 따내지 못했다.
이 후 21년간 주리그 타이틀을 획득하지 못하였으나, 1989년 긴 트로피 공백을 깨고 카리오카 대회에서 우승을 차지하였으며, 1990년 2년 연속 우승까지 기록하였다. 1993년 코파 CONMEBOL에서 우승을 차지하며, 구단 역사상 최초로 대륙 대회 타이틀을 거머쥐었다. 1995년 상파울루주의 산투스 FC를 꺾고, 세리이 A 두번째 우승을 차지하였다.
2002년 세리이 A에서 리그 최하위를 기록하면서 캄페오나투 브라질레이루 세리이 B로 강등되었다. 보타포구 FR은 이듬해 SE 파우메이라스를 뒤따라 2위를 기록하며 1년만에 세리이 A로의 복귀에 성공하였다. 2006년 다시금 주리그 챔피언에 올라섰고, 2010년과 2013년에도 세바스티안 아브레우, 클라렌서 세이도르프와 같은 스타 선수들의 도움을 받아 우승을 차지하였다.

## 경기장
보타포구 FR의 홈 경기장은 니우통 산투스 올림픽 스타디움으로, 엔게냥이라고도 불린다. 경기장의 이름은 보타포구 출신이자, 브라질 축구 국가대표팀의 전설인 니우통 산투스의 이름을 따 지어졌다. 니우통 산투스는 1958년 FIFA 월드컵과 1962년 FIFA 월드컵 우승에 기여하였다.

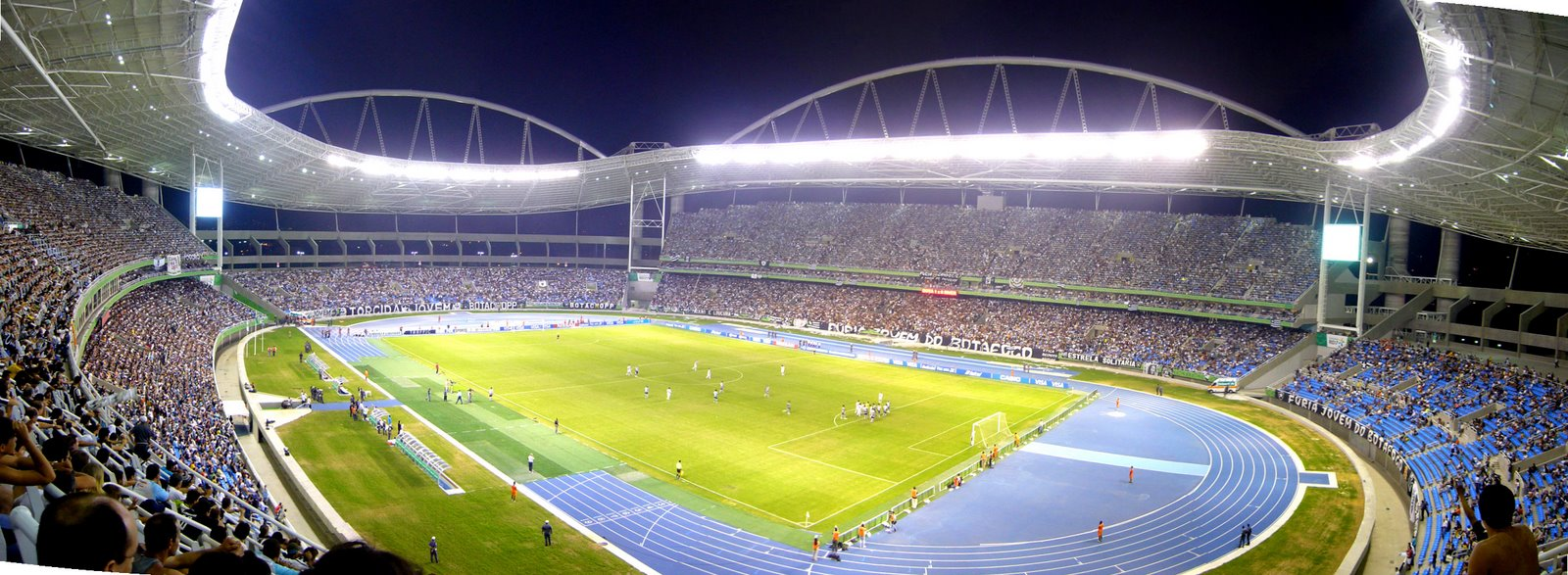
엔게냥의 전경

## 라이벌
보타포구 FR의 가장 큰 라이벌은 CR 플라멩구로, 클라시쿠 다 히발리다지(포르투갈어: Clássico da Rivalidade, 경쟁 더비)라 불린다. 이 경기는 구단에게만 커다란 행사일 뿐만이 아니라, 범국가적으로도 중요한 경기로 손꼽힌다. 양 팀이 격돌하는 순간 경기장의 선수들, 팬들 심지어는 양 팀의 보드진들도 서로 격렬히 맞선다. 양 팀간의 최초의 더비전은 1913년 5월 13일 캄푸 지 세베리아누 거리에서 시작하였으며, 무대는 캄페오나투 카리오카였다. 이 경기에서는 보타포구의 미미 소드레의 득점으로 1-0 승리로 끝이 났다. 플라멩구는 세 차례나 더 보타포구와 격돌한 뒤에야 보타포구를 상대로 첫 승을 거둘 수 있었다. 1989년 카리오카 챔피언십에서 양 팀이 격돌하였으며, 21년 간의 무관을 깨트리는 동시에 보타포구의 승리로 끝이 났다. 이는 보타포구 역사상 팬들의 뇌리에 가장 진하게 각인된 장면이었다.
플루미넨시 FC와도 라이벌 관계를 맺고 있는데, 이들간의 대결은 클라시쿠 보보(포르투갈어: Clássico Vovô, 할아버지 더비)라 불린다. 이렇게 불리는 이유는, 이 더비가 브라질에서 가장 오래된 더비전이기 때문이다. 양 팀의 최초의 더비 매치는 1905년 10월 2일에 펼쳐졌다.
한편 CR 바스쿠 다 가마와도 라이벌 관계를 맺고 있지만, 이들과는 적대적이지 않고 서로 친근한 분위기를 풍긴다. 양 팀간의 팬들은 오랜 기간 동안 서로 우호적인 관계를 쌓아왔으며, 경기 때에도 격렬한 분위기를 풍기지 않는다.

## 수상

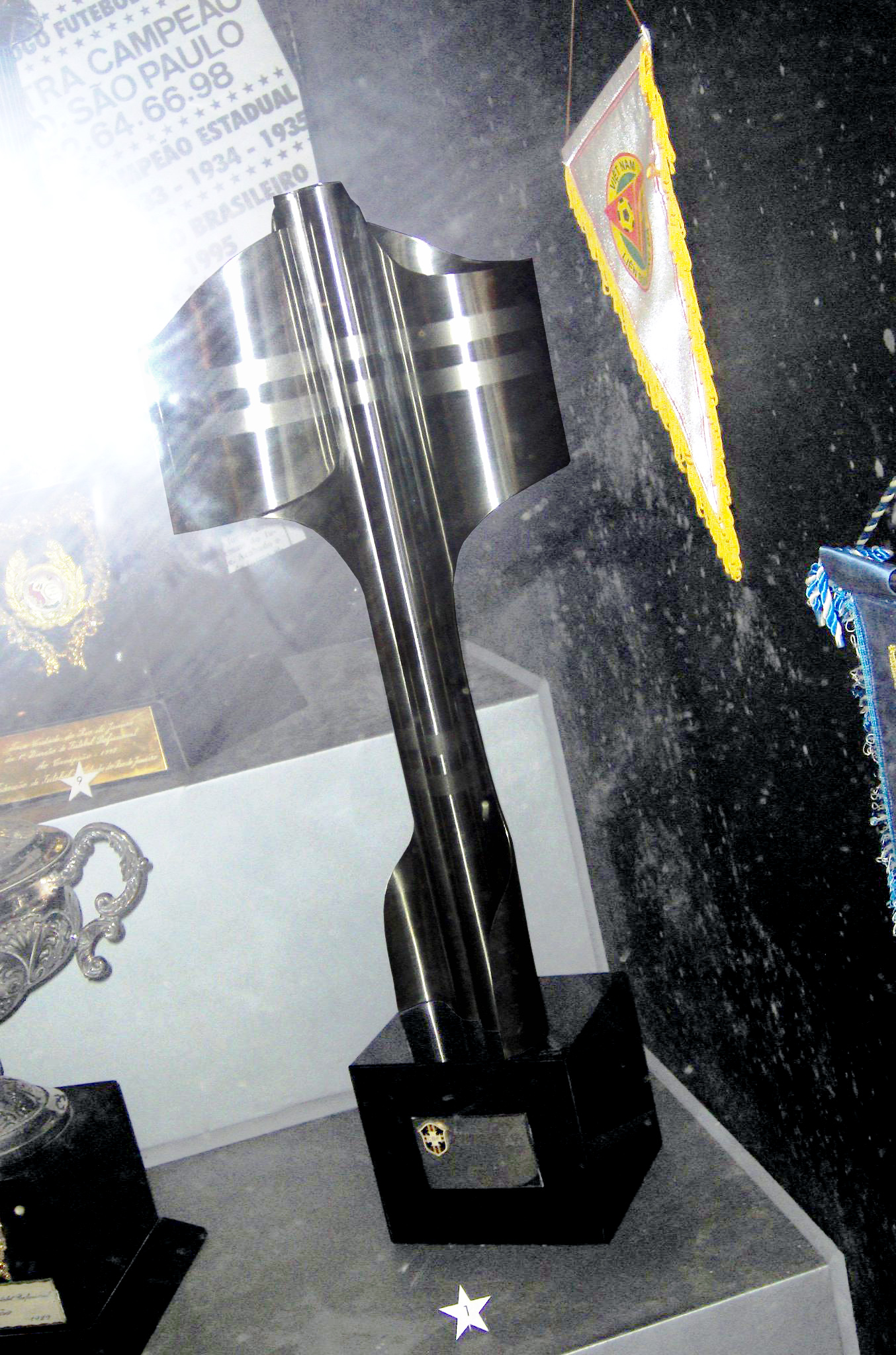
1995년 브라질레이랑 트로피

### 국제 대회

#### 대륙
- 코파 리베르타도레스
  - 4강 (2) : 1963, 1973
- 레코파 수다메리카나
  - 준우승 (1) : 1994
- 코파 CONMEBOL
  - 우승 (1) : 1993

### 국내 대회

#### 전국
- 캄페오나투 브라질레이루 세리이 A
  - 우승 (2) : 1968, 1995
  - 준우승 (3) : 1962, 1972, 1992
- 캄페오나투 브라질레이루 세리이 B
  - 우승 (2) : 2015, 2021
  - 준우승 (1) : 2003

#### 주 (州)
- 토르네이우 리우-상파울루
  - 우승 (4) : 1962, 1964, 1966, 1998
- 캄페오나투 카리오카
  - 우승 (20) : 1907, 1910, 1912, 1930, 1932, 1933, 1934, 1935, 1948, 1957, 1961, 1962, 1967, 1968, 1989, 1990, 1997, 2006, 2010, 2013
- 타사 구아나바라
  - 우승 (8) : 1967, 1968, 1997, 2006, 2009, 2010, 2013, 2015
- 타사 리우
  - 우승 (9) : 1975, 1976, 1989, 1997, 2007, 2008, 2010, 2012, 2013

## 선수 명단

### 현역
참고: FIFA 자격 규정에 따라 소속된 국가대표팀 국기를 표시합니다. 선수는 복수의 FIFA 비회원국 국적을 가지고 있을 수 있습니다.
| 번호 | 포지션 | 국적       | 이름                       |
| ---- | ------ | ---------- | -------------------------- |
| 10   | FW     | 베네수엘라 | 헤페르손 사바리노          |
| 15   | DF     | 앙골라     | 바르톨로메우 자킨토 퀴산가 |
| 20   | DF     |            | 알렉산더 바르보자          |

| 번호 | 포지션 | 국적 | 이름 |
| ---- | ------ | ---- | ---- |

## 역대 감독
| 감독                       | 임기        |
| -------------------------- | ----------- |
| 마리우 자갈루              | 1966 ~ 1970 |
| 마리우 자갈루              | 1975        |
| 마리우 자갈루              | 1978        |
| 마리우 자갈루              | 1986 ~ 1987 |
| 카를루스 아우베르투 토히스 | 1993 ~ 1998 |
| 세바스치앙 라자로니        | 2000 ~ 2001 |
| 아르투르 베르나르지스      | 2002        |
| 카를루스 아우베르투 토히스 | 2002 ~ 2003 |
| 오즈와우두 지 올리베이라   | 2012 ~ 2013 |
| 히카르두 고메스            | 2015 ~ 2016 |
| 브루누 라즈                | 2023 ~      |